# Liliana Cavani

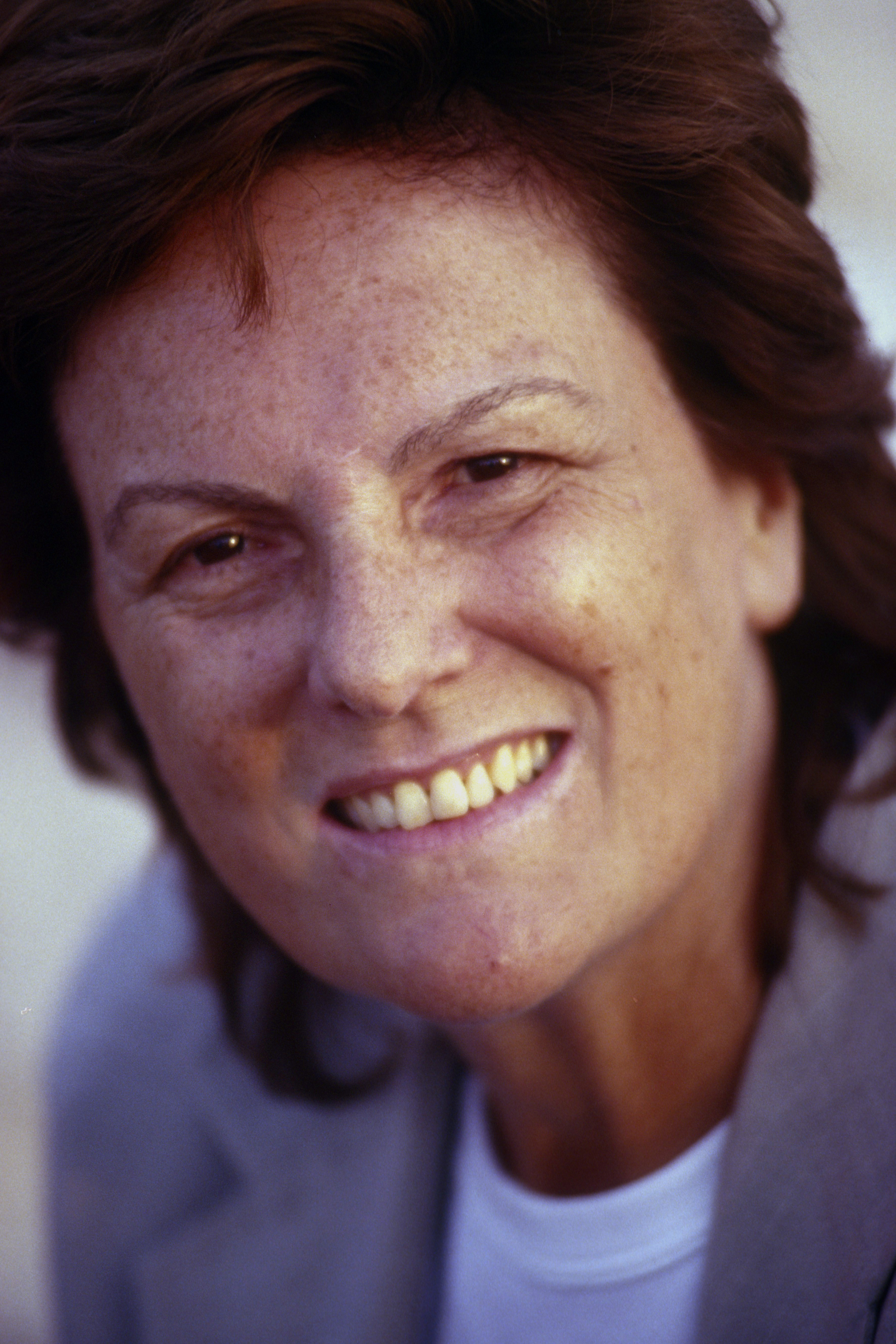
Liliana Cavani (1993)

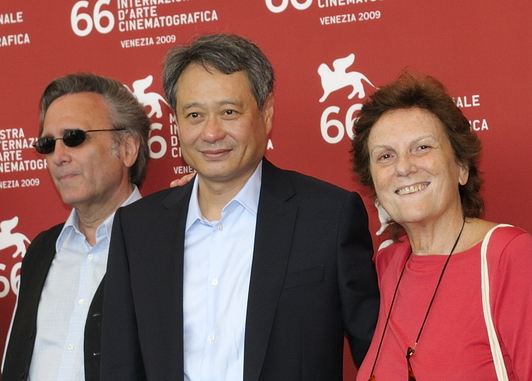
Liliana Cavani neben den Regisseuren Ang Lee und Joe Dante, Filmfestspiele von Venedig 2009

Liliana Cavani (* 12. Januar 1933 in Carpi, Provinz Modena) ist eine italienische Filmregisseurin und Drehbuchautorin. International bekannt wurde sie durch den kontroversen Film Der Nachtportier.

## Leben und Werk
Cavani studierte nach dem Besuch des Gymnasiums klassische Literatur und Linguistik an der Universität Bologna. Schon zu dieser Zeit war sie aktiv im dortigen Filmclub tätig. Nach ihrer Promotion ebenda in Linguistik und Altphilologie mit der Monografie La figura di Giovanni Marsiglio Pio e le sue rime in testo critico (1959), betreut durch Raffaele Spongano, ging sie 1960 nach Rom und belegte den Regiekurs an der dortigen Filmakademie.
Cavani inszenierte hier zwei Kurzfilme, Il contro notturno über die Freundschaft zwischen einem Weißen und einem Senegalesen und L'evento über eine Gruppe von Touristen, die aus Spaß einen Italiener umbringt. 1961 gewann sie bei einem Wettbewerb der RAI unter 10.000 Kandidaten einen der drei Preise.
Zwischen 1962 und 1965 arbeitete sie für die RAI und drehte mehrere Dokumentarfilme. Ihr Beitrag Philippe Pétain – Processo a Vichy erhielt 1965 bei den Internationalen Filmfestspielen von Venedig eine Auszeichnung als beste Fernsehproduktion.
1966 wechselte sie zum Kino und debütierte mit ihrer Biografie Francesco d’Assisi über Franz von Assisi. Mit diesem Film, laut Cavani ein „Film über den ersten Hippie in der Geschichte“, erregte sie einiges Aufsehen, das sich nach ihrer kirchenkritischen Galilei-Biografie Galileo fortsetzte.
Weltweite Wirkung erzielte 1974 ihr Film Der Nachtportier über die sexuelle Beziehung einer ehemaligen KZ-Insassin zu ihrem SS-Peiniger. Der Skandalfilm wurde nach gerichtlichen Auseinandersetzungen schließlich offiziell zum Kunstwerk erklärt und ohne Schnitte freigegeben. In ihrem nächsten Werk Jenseits von Gut und Böse standen der Philosoph Friedrich Nietzsche und sein Liebesleben im Mittelpunkt. Zu ihrem Film Leidenschaften wählte sie wieder das „Dritte Reich“ als Hintergrund, diesmal für eine lesbische Beziehung. 1989 erschien mit Franziskus ihre zweite Filmbiografie über Franz von Assisi. 2014 drehte sie dann ihre dritte Franziskus-Verfilmung Sein Name war Franziskus.
2009 wurde sie in die Wettbewerbsjury der 66. Filmfestspiele von Venedig berufen. Drei Jahre später wurde sie abermals mit ihrem Kurzfilm Clarisse (2012) nach Venedig eingeladen. Im Jahr 2023 wurde Cavani der Goldene Löwe als Ehrenpreis für ein Lebenswerk zuerkannt. Die Laudatio hielt die Schauspielerin Charlotte Rampling, Hauptdarstellerin  aus Der Nachtportier.

## Filmografie (Auswahl)
- 1961: Il contro notturno (Kurzfilm)
- 1962: L’evento (Kurzfilm)
- 1963: Storia del III° Reich
- 1963: Le donne della resistenza
- 1964: L’età di Stalin
- 1965: Primo Piano: Philippe Pétain processo a Vichy
- 1965: La casa in Italia
- 1966: Francesco d’Assisi (auch Drehbuch)
- 1968: Galileo Galilei (Galileo) (auch Drehbuch)
- 1970: I cannibali (auch Drehbuch)
- 1972: L’ospite (auch Drehbuch)
- 1974: Milarepa (auch Drehbuch)
- 1974: Der Nachtportier (Il portiere di notte) (auch Drehbuch)
- 1977: Jenseits von Gut und Böse (Al di là del bene e del male) (auch Drehbuch)
- 1981: Die Haut (La pelle) (auch Drehbuch)
- 1982: Jenseits der Schwelle (Oltre la porta) (auch Drehbuch)
- 1985: Leidenschaften (Interno berlinese) (auch Drehbuch)
- 1989: Franziskus (Francesco) (auch Drehbuch)
- 1989: La traviata
- 1993: Einmal dein Lachen hören (Dove siete? Io sono qui) (auch Drehbuch)
- 1996: Cavalleria rusticana
- 1998: Manon Lescaut
- 2002: Ripley’s Game (Il Gioco di Ripley) (auch Drehbuch)
- 2005: De Gasperi, l’uomo della speranza (auch Drehbuch)
- 2008: Einstein (Fernsehfilm)
- 2012: Clarisse (Kurzfilm)
- 2014: Sein Name war Franziskus (Francesco)
- 2023: Die Ordnung der Zeit (L'ordine del tempo)